# Яссы (Ошская область)
Яссы (кирг. Яссы) — село в Узгенском районе Ошской области Кыргызстана. Входит в состав Джыландынского аильного округа. Код СОАТЕ — 41706  255 815 05 0

## Население
По данным переписи 2023 года, в селе проживало 38 человек.